# Claus Engelbrecht
Claus Engelbrecht, auch Klaus Engelbrecht (* 8. April 1861 in Warfleth an der Unterweser; † 21. April 1935 in Köpenick) war ein deutscher Bootsbauer.

## Leben
Nach erfolgreich abgeschlossener Lehre als Bootsbauer verbrachte Engelbrecht die nächsten Jahre als Schiffszimmermann auf Segelschiffen sowie auf Dampfschiffen. Nach seiner Seefahrtzeit arbeitete er auf Hamburger Schiffs- und Bootswerften und entdeckte dabei seine Liebe zum klassischen Bootsbau. Schon mit 29 Jahren gründete er in Zeuthen bei Berlin eine kleine Bootswerft, auf der er vorwiegend Sportboote baute und die aufgrund der eleganten Formgebungen der Boote schnell wuchs.
Schon bald beschäftigte er fünf Mitarbeiter, die er, da kaum ausgebildete Bootsbauer zu finden waren, selbst für diesen Beruf angelernt hatte. Daher bildete er in seinem Betrieb eigene Lehrlinge aus, die er in der Regel auch weiterbeschäftigen konnte. So wuchs sein Betrieb schnell und um 1900 arbeiteten auf seiner Bootswerft rund 50 Mitarbeiter und Lehrlinge, da seine Kundschaft – reiche Berliner Geschäftsleute – solch elegante Boote, wie Engelbrecht sie baute, bisher nur von Hamburger oder Bremer Bootswerften kannte.
In den folgenden Jahren war Engelbrecht mit dem Entwurf und der Konstruktion von Yachten und Motorbooten sehr gut beschäftigt und war auf allen bedeutenden Motorbootausstellungen präsent. In Niederlehme, heute ein Ortsteil von Königs Wusterhausen im Landkreis Dahme-Spreewald, errichtete er 1905 eine Zweigwerft mit mehreren großen Hallen mit Schwerpunkt Stahlbau.
1911 verkaufte er seine Werft an Fritz Naglo und richtete sich ein bequemeres Leben ein. Die Inflation vernichtete sein Vermögen und so arbeitete er wieder als Konstrukteur und unterstützte seine Söhne, die in Köpenick-Wendenschloß einen Betrieb errichtet hatten.
Claus Engelbrecht verstarb am 21. April 1935 um 9:45 Uhr in seiner Wohnung in der Wendenschloßstraße 108 in Berlin-Köpenick. Er war geschieden. Die Engelbrechtstraße in Zeuthen erinnert heute an ihn.
Auf der Engelbrecht-Werft in Köpenick wurde unter anderem im Jahr 1935 die Motoryacht Carin für Hermann Göring gebaut.